# Plicatodesmus mariana
Plicatodesmus mariana är en mångfotingart som beskrevs av Pérez-Asso 1995. Plicatodesmus mariana ingår i släktet Plicatodesmus och familjen Chelodesmidae. Inga underarter finns listade i Catalogue of Life.